# Свято-Миколаївська церква (Чорноголова)
Свято-Миколаївська церква — дерев'яна церква, яка знаходиться у селі Чорноголова, Великоберезнянського району, Закарпатської області, пам'ятка архітектури національного значення (№ 199).
Миколаївська церква, що належить до найкращих зразків закарпатської народної архітектури, стоїть віддалено від головної дороги, на своєрідному півострові, утвореному злиттям двох потоків. Місце, як завжди, вибране бездоганно — з усіх боків церква домінує в навколишньому пейзажі, об'єднує навколо себе дороги, стежки і струмки, що розбігаються в усі боки, гармонійно взаємодіє з буянням живої природи.

## Архітектура

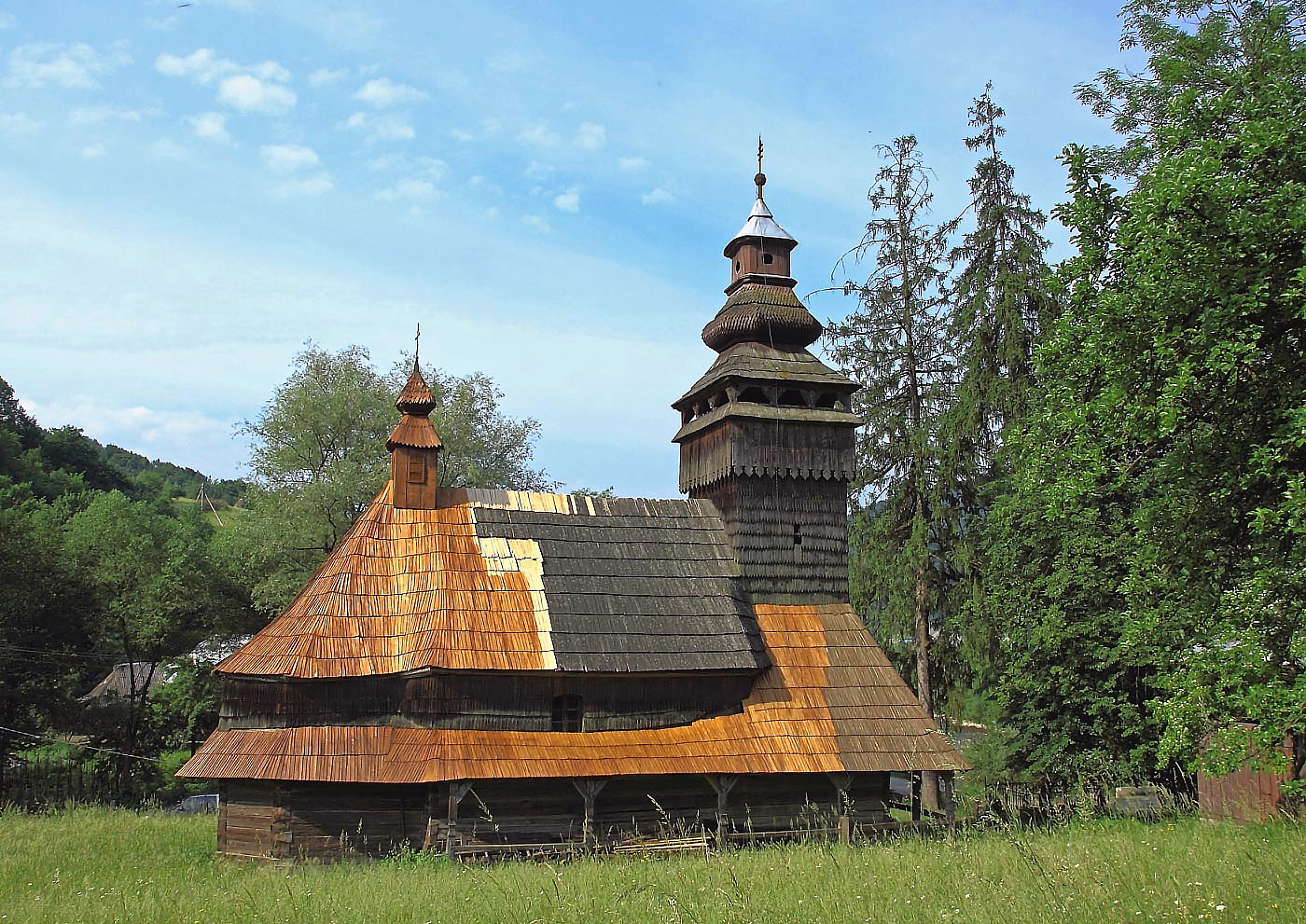

Церква Святого Миколи Чудотворця є пам'ятником дерев'яної архітектури, в дереві якого втілені досягнення бароко. Стрункий силует ажурної дзвіниці в Чорноголові здалеку видно на тлі невисоких пагорбів, темний колір зрубу надає споруді похмуру важливість.
Спочатку церква була бойківського типу з трьома верхами, але перебудова надала їй сучасний вигляду, характерний для великої групи закарпатських церков кінця XVIII століття. Дерев'яна, збудована з ялинових брусів. Опасання, конструкції башти і даху дубові. Завершення вежі та ліхтаря покриті лемешем, стіни над опасанням і вежі — ґонтом, дахи — драницею. До зрубу бабинця і нави зі сходу примикає більш вузький шестигранний зруб. Покрита спільним дахом, м'яко охоплює злами плану. Над бабинцем дах переходить в опасання на різьблених стовпах. Опасання охоплює церкву з трьох сторін, а біля східного зрубу переходить у піддашшя на випусках зрубу. Над бабинцем височить квадратна в плані каркасна вежа-дзвіниця з підсябиттям і аркадою голосників, увінчана двоярусним бароковим завершенням. Нава та східний обсяг зберегли шатрові перекриття, над бабинцем влаштовано плоске перекриття. Бабинець і центральний об'єм з'єднані фігурним арочним вирізом. Дахи, вежа і завершення пам'ятника спочатку були пофарбовані в червоний колір. Підлоги викладені з плит пісковику.
Церква після перебудови отримала двосхилий дах, що плавною площиною покриває зруб гранчастого вівтаря і дещо ширшу наву. Усередині збережено первісні шатрові перекриття, характерні для бойківських церков. Особливу увагу привертає вежа з декоративно багатим бароковим завершенням: підсябиття з фігурно обробленими кінцями дощок і захисним дашком згори, аркада голосниць, чотирисхиле шатро з приплюснутою банею і ліхтарем. Вишуканим архітектурним елементом є галерея, утворена опасанням, що підтримується довкола бабинця і нави різьбленими стовпчиками. Подібна галерея характерна для лемківських церков Закарпаття.
Під впливом архітектурних форм західного культового зодчества майстри, що будували Миколаївську церкву в Чорноголові, повністю відмовляються від трибанної системи бойківських церков і надають своїй будові базилікальну форму з високою барочною дзвіницею. Стиль бароко тут органічно вплітається в старі форми дерев'яної церковної споруди і найбільше проявляється у зовнішніх декоративних формах і в пристрасті до заокруглення архітектурних деталей вежі.

## Історія
У давні часи село простягалося на схід від річки Лютянки, в урочищі Солоний. Там на Куртаничівському груні стояла попередня дерев'яна церква, можливо, перша в селі, заснування якої датується 1552 роком. Сучасну церкву святого Миколая Чудотворця збудували з ялини у XVII столітті триверхою у бойківському стилі. У 1751 році згадують дерев'яну церкву святого Миколи, криту шинґлами, в доброму стані, з двома дзвонами та всіма церковними книгами. Сучасного «барокового» вигляду церква набула після перебудови у 1794 році за священика Василя Івашковича. Згідно з написом на одвірку, перебудову здійснив майстер Матій Химич із села Лучки, завершивши роботу 2 червня 1794 року.
У 2018 році церква визнана об’єктом культурної спадщини національного значення, який внесено до Державного реєстру нерухомих пам’яток України (№ 070023).

## Інтер'єр
В інтер'єрі церкви зберігається принцип трьох просторів, поряд з двосхилим дахом також залишається і опасання, широкий скат якого, спирається на різьблені стовпи, утворює галерею з трьох сторін церкви.
У наві збережено іконостас XVIII сторіччя, скомпонований з двох частин, що різняться різьбленням колонок та обрамлення.

## Дзвіниця
Біля церкви стоїть каркасна дзвіниця простої конструкції. Маленька одноярусна дзвіниця — підкреслено функціональна, але саме своєю простотою підсилює враження від церкви. Огорожа довкола церковного двору вже давно дротяна, але донині збережено давні дерев'яні ворітця